# Laienbrevier
Laienbrevier (Berlin 1834/35) ist der Titel des zweibändigen lyrischen Hauptwerkes des Muskauer Dichterkomponisten Leopold Schefer.
Der Begriff „Laienbrevier“ ist eine originäre Wortschöpfung Schefers. Hinter ihr verbirgt sich eine Art weltliches Andachtsbuch, das für jeden Tag des Jahres (Schaltjahre eingeschlossen) ein Gedicht enthält, eingeteilt in Monate und Tage, in den ersten drei Auflagen auch noch in zwei Halbjahre.
Schefer lehnte sich mit der Bezeichnung „Brevier“ an eine christlich-orthodoxe Tradition an und entwand der katholischen Kirche, gegen die er zeitlebens und oft heftig polemisierte, gleichzeitig einen bis dahin ausschließlich von ihr besetzten Begriff. In Verbindung mit „Laien“ führte er ihn quasi ad absurdum und sprach der Priesterschaft das alleinige Recht zur Religionsausübung ab. Formale Vorbilder des Laienbreviers waren die v. a. im Pietismus in zahlreichen Variationen beliebten „Schatzkästlein“, von denen Bogatzkys Schatzkästlein der Kinder Gottes und die danach entstandenen Herrnhuter Losungen am bekanntesten wurden.
Die 366 Gedichte des Laienbreviers, ungereimte, meist fünfhebige Jamben, entstanden größtenteils zwischen 1807 und 1822. Sie wurden in zwei Lieferungen von Veit & Comp. herausgegeben; das erste Halbjahr erschien 1834, das zweite Halbjahr 1835. Eine Ergänzung Zur ersten Ausgabe des Laienbrevier: Sprüche, welche in der neuen Ausgabe einige älteren ersetzt haben gaben Veit & Comp. 1837 heraus.
Das Laienbrevier war Schefers einziges Buch, das einen wirklichen buchhändlerischen Erfolg hatte. Bis 1898 wurde es 21-mal aufgelegt und erschien außerdem in einer Prosa-Bearbeitung sowie in englischer und polnischer Sprache. Sein Erfolg gründete sich hauptsächlich auf die Tatsache, dass es in einer Zeit massiver gesellschaftlicher Umbrüche (Das Kommunistische Manifest erschien 1847) mit seiner pantheistischen Weltsicht vielen Menschen die Möglichkeit einer Hinwendung zu Gott jenseits konventioneller Formen bot.
Die Wortschöpfung erwies sich als außerordentlich werbewirksam, denn im Sog des Originals entstanden sofort zahlreiche andere Breviere, die Kompliziertes idiotensicher erklären sollten, ob Haeckel, Kant, Musik, das Zeitungswesen, den Umgang mit Wein, deutscher Sprache oder die Verteilung der irdischen Güter. Zu Schefer passend gibt es ein Laienbrevier des Pantheismus sowie ein Laienbrevier der Poetik.
Das Kompositum hat es sogar in den „Duden“ geschafft, ist dort allerdings äußerst mangelhaft definiert als ein „dem Brevier (1a) entsprechendes Buch in deutscher Sprache für Laien (2)“ und sein Gebrauch der „katholischen Kirche“ zugeordnet worden.
Fürst Hermann von Pückler-Muskau urteilte über das Werk: „Liebster Scheffer!/ (...) Ich muß noch ein Blatt über Ihr Laienbrevier hinzufügen./ Es ist Ihr bestes, ein vortreffliches Werk! Ganz entfernt von jener Dunkelheit (…) die nach meinem Urteil die Fehler mehrerer Ihrer Erzählungen sind. Hier finde ich nun klare, milde Perlen an Edelsteine gereyht; die aus Natur und Leben tief und vorurtheilsfrey geschöpfte Weisheit, im lieblichsten Gewande wie zum heiligen Christ bescheert./ Ich wünsche Ihnen Glück zu diesem Werke und zu dem nie versigenden Segen, den Tausende daraus schöpfen werden. Dieß Buch wird ein Volksbuch werden, nicht für den Plebs aller Klassen, aber für alle Edlere darunter, und sein Einfluß auf wahre Menschenbildung muß groß und dauernd seyn./ Daß ich dieß tief empfinde und mit Ihnen aus Herz und Seele übereinstimmen kann, rechne ich mir zur Ehre (...).“
Dass es zu dieser allgemeinen Wertschätzung nicht kam, ist vor allem der Tatsache geschuldet, dass sich Schefers zutiefst menschliche Dichtung jeder Vereinnahmung durch Ideologien entzieht.